# Кляйнес-Візенталь
Кляйнес-Візенталь (нім. Kleines Wiesental) — громада в Німеччині, знаходиться в землі Баден-Вюртемберг. Підпорядковується адміністративному округу Фрайбург. Входить до складу району Леррах.
Площа — 77,84 км2. Населення становить 2850 ос. (станом на 31 грудня 2020).